# 阿布·伊南·法里斯

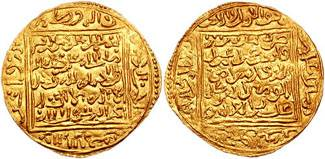
阿布·伊南·法里斯發行的錢幣

阿布·伊南·法里斯（阿拉伯语：أبو عنان فارس بن علي，1329年—1358年）是一位摩洛哥馬林王朝的統治者，於1348年繼承其父阿布爾·哈桑·阿里·伊本·奧斯曼成為摩洛哥的蘇丹，1358年被其大臣勒死。
1348年阿布-哈桑在凯鲁万打了败仗之后，阿布·伊南宣称阿布-哈桑已死，但阿布-哈桑又重新出现，阿布·伊南于是和阿布-哈桑作战并且获得胜利，从而逼迫阿布-哈桑签署退位文书。
阿布-哈桑在这之后不久就离开了人世，死因有可能是遭到了谋杀。阿布·伊南接下来便开始对他的亲属们下手。他杀死了两个堂表兄，并放逐了两个兄弟。

## 歷史
取得了穆民的長官的稱號後，阿布·伊南不得不排除掉在首都費茲握有大權的一名侄子。他在1350年於梅克內斯與費茲建了伊斯蘭學校，之後在1351年與1352年分別攻佔了特萊姆森及貝賈亞，但他在1357年遭到敗北並在下一年被他的一名大臣殺害。此外他曾在1356年時命學者伊本·猶札記下伊本·巴圖塔口述的遊記，而1357年時又在費茲蓋了一間伊斯蘭學校。
在他的統治之下，黑死病與特萊姆森（今天一座在阿尔及利亚的城市）與突尼斯的造反標示了馬林王朝衰退的開始，顯示了他們已無力驅逐葡萄牙人與西班牙人，而這些葡萄牙與西班牙人在接下來繼承了馬林王朝的瓦塔斯王朝期間於北非海岸殖民。